# Адам Болдрідж
Адам Болдрідж (англ. Adam Baldridge; фл. 1690—1697) — англійський торговець і приватир, один із перших засновників піратських поселень на Мадагаскарі.

## Історія

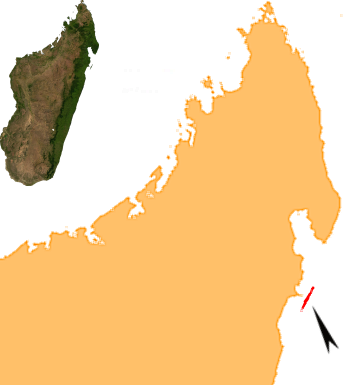
Розташування острова Сент-Мері біля узбережжя Мадагаскара

Болдрідж втік на Мадагаскар з англійської Ямайки після звинувачення у вбивстві в 1685 році. До 1690 року він заснував торговий пост на острівці Сент-Мері біля східного узбережжя Мадагаскара. В наступні роки Болдрідж збудував фортецю, що захищала гавань біля поселення та його товарні склади і взяв під власний контроль водний шлях від Мадагаскара до Сент-Мері. Йому вдалось підпорядкувати деякі місцеві племена і місцеві вожді були змушені платити Болдріджу за посередництво у врегулюванні суперечок між ворогуючими племенами.
Поселення Болдріджа стало популярним притулком серед піратів, які могли тут придбати необхідні товари і припаси. Запаси товарів надходили Болдріджу від нью-йоркського купця Фредеріка Філіпса, який зафрахтував для цього ряд кораблів під керівництвом капітанів Джона Черчера, Томаса Мостина та інших. Болдрідж розраховувався з Філіпсом за постачання товарів зустрічним постачанням партій африканських рабів.
Серед клієнтів Болдріджа був Томас Тью, який відвідав його вперше в 1693 році, і чий корабель «Amity» відвідав Сент-Мері знову в 1695 році після того, як Тью був убитий під час спільного нападу разом з Генрі Еврі на мавританський корабель «Ґандж-і-Савай». У серпні 1695 року Болдрідж проводив торгівлю з торговим судном «Charming Mary», а вже через кілька місяців спорядив корабель Amity (з рештками екіпажу Тью), який вирушив полювати на ту саму «Charming Mary», що нещодавно залишила острів.

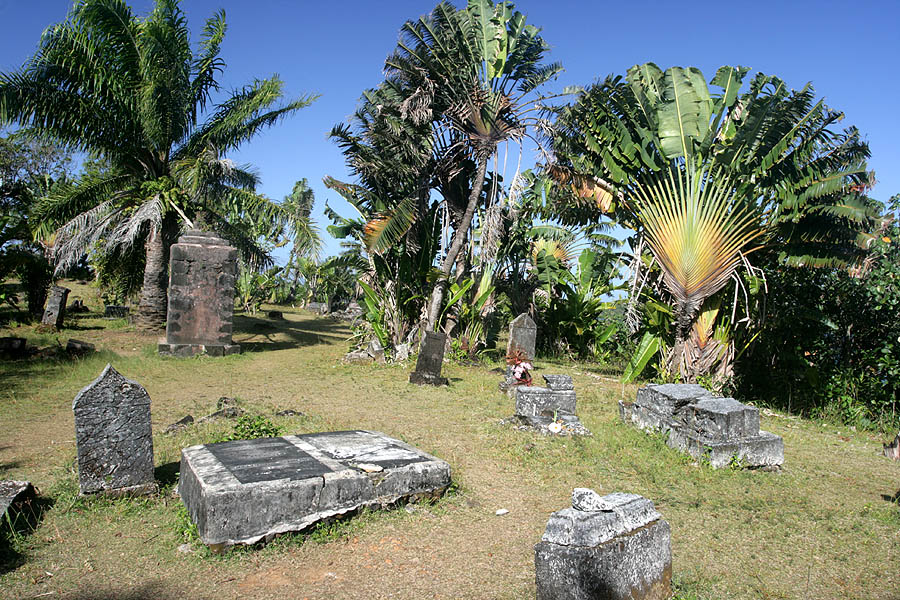
Піратський цвинтар на Сент-Мері

Болдрідж вів розкішне і екстравагантне життя на острові, зокрема утримував власний гарем з тубільних жінок. Проте в 1697 році він був змушений повернутись з Сент-Мері до американських колоній після того, як місцеві племена під час його відсутності на острові повстали проти європейців. Під час повстання було вбито низку піратів, включаючи Джона Хоара, Роберта Гловера та залишки екіпажу Томаса Вейка, який плавав разом із Тью та Евері. Сам Болдрідж у ворожості тубільців звинувачував піратів: «Вищезгадані вбиті тубільцями люди, що переважно були каперами, які захопили декілька кораблів в Червоному морі, стали головною причиною повстання, оскільки вони знущались з тубільців та відбирали у них худобу».
Однак, за словами Вільяма Кідда: «Причиною повстання тубільців і загибелі піратів став сам Болдридж, оскільки на борту споряджених ним кораблів, було виявлено велику кількість тубільців Сент-Марі, чоловіків, жінок і дітей, яких він обманом заманював на кораблі, а потім перевозив та продавав їх як рабів на французькі Маскаренські острови, і тубільці на острові помстилися піратам, перерізавши їм горлянки». Інший колишній торговець-пірат Едвард Велш невдовзі заволодів покинутим поселенням і укріпленнями Болдріджа, але без підтримки Філіпса він не досягнув значного успіху. Через кілька років колишній голландський пірат Джон Про повернувся до Сент-Мері і очолив там поселення, торгуючи з піратами та работорговцями аж до своєї смерті в 1719 році.
Після повернення до Нью-Йорка Болдрідж представив губернатору Белломонту план створення англійської колонії на острові Сент-Марі. Враховуючи сумнівну репутацію Болдріджа, Белломонт та його оточення ставились до цієї пропозиції скептично, і сам Белломонт скаржився на те, що йому не вистачає судових ресурсів і чесних чиновників, щоб засудити Болдріджа. До 1699 року Белломонт вигнав Філіпса з Ради та придушив його спроби організації торгівлі з піратами. Пізніше Болдрідж одружився з дружиною колишнього пірата, хоча Белломонт зазначив, що його дозвіл на шлюб був отриманий незаконно через корумпованого капелана, і що жінка на момент шлюбу з Болдріджем все ще формально була замужем. Врешті-решт Болдрідж став законослухняним купцем і помер у віці 70 років. Інше джерело стверджує, що після повернення до Нью-Йорка Болдрідж переконав Белломонта надати йому дозвіл на плавання як торговець на Антигуа. Це була хитрість, і щойно він відплив, він повернув на північ, до Ньюфаундленду і пішов на відверте піратство, грабуючи рибальські флотилії.